# 니콘 D1H
니콘 D1H(Nikon D1H)는 니콘의 전문가용 디지털 SLR 카메라로 2001년 2월 5일에 발표되었다. 274만 유효 화소 CCD 이미지 센서를 가지고 있으며, 최대 연속 촬영 속도는 초당 5 프레임이다.
니콘 D1과 비교했을 때, 연속 촬영 속도 및 연속 촬영 매수가 향상되었다.